# 童貞判別法
童貞判別法（どうていはんべつほう）は、1970年代に日本で誕生した俗説で、男性の外見的要素や特徴、性格などから童貞か否かを見分けることが出来るとされる言説群。

## 概要
童貞判別法は、学術的根拠の無い「女性の語り」という形態で1970年代から1990年代にかけて形作られた言説のひとつで、集約された情報は普遍的な童貞像として形成されることとなる。社会学者の渋谷知美は自著『日本の童貞』の中で「全ての言説はそうした予見の結果について触れられておらず、確度についても述べられていない」としており、こうした雑誌記事に登場する「童貞は見れば分かる」と主張する女性は架空の人物であろう、と結論付けている。

## 俗説の起こり
外見的要素から童貞を判別できるかどうかについて初めて言及がなされたのは1965年の雑誌『平凡パンチ』であった。それからしばらくの経過を経た1974年、雑誌『プレイボーイ』に「童貞鑑別法」という特集が組まれ、初めて童貞の可視化が試みられた。以降、さまざまな雑誌に「童貞は見ればわかる」と主張する「女性」が登場し、その外見的要素や特徴を語り始めるようになる。こうした言説が繰り返された結果、1980年代にはいくつかのパターンに分類された「典型的な童貞像」という概念が誕生している。
1990年代に入ると形成された既存の童貞像を打ち破ろうとする動きが見られるようになり、1990年の『メンズノンノ』を皮切りに「格好良い童貞像」が語られるようになった。童貞に対して好意的な眼を向ける言説が登場したことから童貞像は多様化し、「○○であれば童貞」といった童貞判別法は次第に見られなくなっていった。

## 外見的要素
童貞判別法によって抽出された外見的要素は「目がぎらついている」、「女性を正視しない」、「爪が汚い」など多岐に渡り、また、「ニキビがあるのが童貞」、「肌が綺麗なのが童貞」など、相互に矛盾する言説も多数存在している。「ペニスが白いのは童貞」といった医学的根拠の無い言説や、「鼻先を押下して二つに割れなかったら童貞」といった迷信のような判別法も存在している。こうして蓄積されたさまざまな言説をもとに、1982年『ヤングレディ』においてはじめて童貞の外見的要素がパターン化された。ここでは「マザコン・ヒステリック型」「学者・理論先行型」「肉体コンプレックス型」の3パターンが掲載され、それぞれの特徴や性格、外見的要素が詳細に説明されている。